# 河东镇 (武威市)
河东镇，是中华人民共和国甘肃省武威市凉州区下辖的一个乡镇级行政单位。
2015年，甘肃省民政厅批复同意撤销河东乡，设立河东镇。

## 行政区划
河东镇下辖以下地区：
上腰墩村、下腰墩村、王家庄村、河东村、头坝村、乐安村、汪家寨村、五桥村、钦赐地村、达家寨村和新腰村。